# 兵蜂
《兵蜂》是一款由科乐美公司制作的具有卡通风格的纵向卷轴射击游戏。游戏首先于1985年在科乐美的投币式Bubble System发行，之后1986年移植至FC游戏机和MSX平台。
游戏可以最多同时2个人进行。玩家控制着具有卡通式风格的战舰。在游戏中，玩家可以进行向上射击或者投掷炸弹。在射击云层后，玩家可以打出一个黄色的铃铛。通过不断射击铃铛，铃铛会转变成红色、白色或蓝色。
任天堂3DS版《兵蜂》在Metacritic上得到68/100的分数。